# Alina Bondy-Glassowa

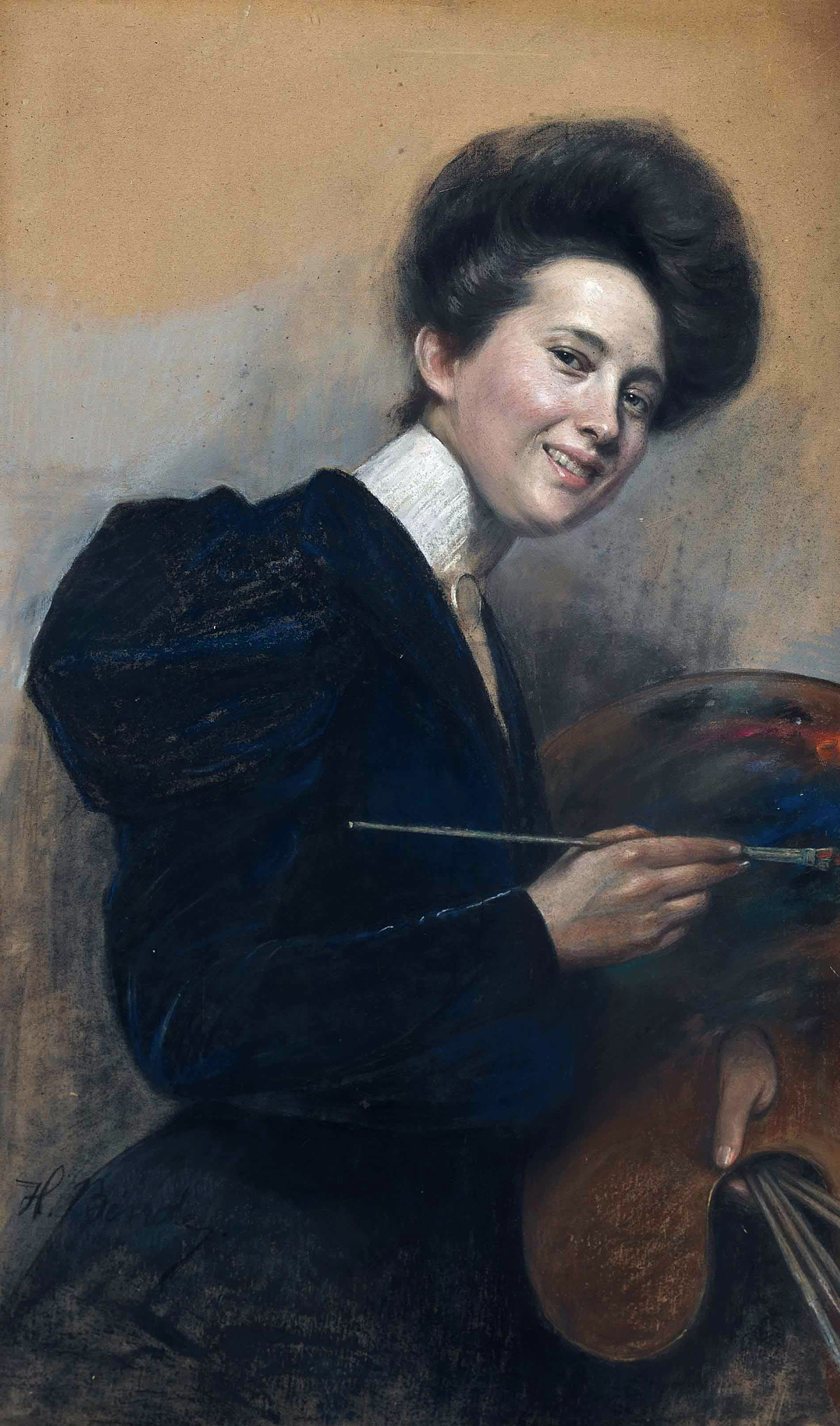
Selbstporträt, um 1910

Helène Alina Bondy-Glassowa (* 8. Januar 1865 in Starodub, heute Oblast Brjansk, Russland; † 20. Februar 1935 in Warschau) war eine polnische Malerin.
Sie studierte von 1904 bis 1909 an der Kunstschule in Warschau bei Konrad Krzyżanowski, Kazimierz Stabrowski und Władysław Ślewiński; danach bei Maurice Denis in Paris. Sie malte Porträts, Landschaften und Stillleben in Öl und Pastell.